# Daniel Martín (actor)
Daniel Martín, nom amb què era conegut artísticament José Martínez Martínez (Cartagena, 12 de maig de 1935 - Nuévalos, 28 de setembre de 2009), va ser un actor de cinema i televisió espanyol. Va néixer a Cartagena (Múrcia), encara que va viure gran part de la seva vida a Saragossa.

## Biografia
Després d'estudiar Art dramàtic en el Institut del Teatre de Barcelona, el seu debut al cinema es va produir en 1962, amb un paper menor a Las hijas del Cid de Miguel Iglesias. Però va ser l'any següent quan va saltar a la fama amb el paper principal de Los Tarantos, de Francesc Rovira-Beleta, film que va ser nominat als premis Óscar de Hollywood com a millor pel·lícula de parla no anglesa, i en la qual Daniel Martín va rebre el premi Antonio Barbero per la seva interpretació. També en aquesta pel·lícula va coincidir amb qui seria la seva parella durant cert temps: la balladora Sara Lezana.
El gran port que tenia Daniel Martín el va ajudar a interpretar més endavant papers en nombrosos spaghetti westerns dels anys 60 i 70, com a Per un grapat de dòlars o Duel a Texas. En 1982 va sofrir un atac al cor després de perdre un fill i la seva activitat al cinema es va reduir bastant, intervenint puntualment en algunes sèries de TV espanyoles com Curro Jiménez, Brigada Central, Médico de familia i Hospital Central, on va actuar per última vegada en 2002. Després d'això es va dedicar a regentar un hotel a Saragossa.
Des de 1996 Daniel Martín va ser membre actiu d'Artistas Intérpretes, Sociedad de Gestión (AISGE).
Daniel Martín va morir a Nuévalos (Saragossa) als 74 anys, d'un càncer de pàncrees, el seu cos va ser incinerat al cementiri de Torrero.

## Premis
Medalles del Cercle d'Escriptors Cinematogràfics
| Any  | Categoria                                 | Pel·lícula   | Resultat  |
| ---- | ----------------------------------------- | ------------ | --------- |
| 1963 | Premi Antonio Barbero a l'actor revelació | Los Tarantos | Guanyador |